# Partij van Kleine Landbouwers
De Partij van Kleine Landbouwers, eigenlijk: Partij van Onafhankelijke Kleine Landbouwers, Landarbeiders en Burgers (Hongaars: Független Kisgazda, Földmunkás és Polgári Párt) is een Hongaarse politieke partij.
De FKgP werd in 1930 door Ferenc Nagy en ds. Zoltán Tildy opgericht om de belangen van de kleine boeren te verdedigen en om de verbetering van de levensstandaard en positie van de landarbeiders en de stedelijke middenklasse. De partij streefde ook een grote landhervorming na. Ofschoon de partij dus ook was opgericht om de middenklasse (kleine winkeliers, leerkrachten, enz.) te dienen, werd de partij vanaf het begin van haar bestaan geassocieerd met de kleine boeren. Op moraal-ethisch gebied streefde de partij een christelijke koers na. In de jaren 30 en 40 was de FKgP een oppositiepartij die gekant was tegen het autoritaire bewind van de conservatieve admiraal, rijksregent Miklós Horthy. Veel FKgP-leden traden tijdens de Tweede Wereldoorlog toe tot het verzet. FKgP'ers István Vásáry, Zoltán Tildy en Ferenc Nagy hadden zitting in de democratische tegenregering die in het door de Sovjet-Unie bevrijde Hongaarse gebied was opgericht.
In november 1945 behaalde de FKgP 57% van de stemmen (de communistische partij en de sociaaldemocratische partij werden tweede met ieder 17% van de stemmen) en werd de FKgP'er Zoltán Tildy minister-president van een regering waarin, naast FKgP'ers en sociaaldemocraten, ook communisten zitting hadden. Op 2 februari 1946 werd dominee Tildy tot president van Hongarije gekozen en volgde Ferenc Nagy - de secretaris-generaal van de FKgP - hem op als premier. Spoedig daarna begonnen de communisten hun macht te consolideren en de regering te domineren. Omdat zowel Nagy, Tildy en Béla Varga (parlementsvoorzitter) anticommunistisch waren werden ze in de loop van 1947 van hun functies ontheven. István Dobi, een procommunistisch lid van de FKgP werd voorzitter van de partij en Lajos Dinnyés volgde Nagy op als minister-president. In december 1948 werd hij opgevolgd door Dobi die in 1949 tot de Hongaarse Werkerspartij (MDP, communisten) toetrad.
In 1949 werd de Partij van Kleine Landbouwers opgenomen in het Onafhankelijk Volksfront. Later verdween de partij van het politieke toneel, zonder dat zij formeel werd opgeheven.
In oktober 1956, ten tijde van de Hongaarse Opstand, herleefde de FKgP en werd o.a. Tildy namens de FKgP lid van Imre Nágy's volksregering. Na de onderdrukking van de opstand werd de partij officieel verboden.
In 1988 werd de FKgP heropgericht. Bij de eerste vrije parlementsverkiezingen sinds het einde van de Tweede Wereldoorlog, in april 1990, behaalde de FKgP 11% van de stemmen, goed voor 44 zetels. De partij eindigde als derde, achter het Hongaars Democratisch Forum (MDF) en de Alliantie van Vrije Democraten (SzDSz). Vervolgens trad de partij toe tot de coalitieregering van József Antall (MDF). Reeds in 1991 traden de ministers van de FKgP na een meningsverschil over de teruggave van onteigend land, uit de regering.
Bij de parlementsverkiezingen van 7 en 21 april 2002 behaalde de FKgP slechts 0,8% van de stemmen (= 0 zetels). Bij opvolgende verkiezingen (2006, 2010, 2014 en 2018) slaagde de partij er evenmin in om zetels te behalen in het parlement.
De Partij van Kleine Landbouwers is de enige politieke partij in post-communistisch Hongarije die al voor de communistische periode bestond.

## Voorzitters van de FKgP 1945-1949; 1988-heden
| Zoltán Tildy                        | 1945-1947  |
| István Dobi                         | 1947-1949  |
| István Prepaliczay                  | 1988-1990  |
| Ferenc József Nagy                  | 1988-1991  |
| Ferenc József Nagy + József Torgyán | 1991       |
| József Torgyán                      | 1991-2002  |
| Miklós Reti                         | 2002-2005  |
| Péter Hegedűs                       | 2005-2017  |
| Károly Balogh                       | 2017-heden |

## Verwijzingen
1. ↑  De partij werd nooit formeel opgeheven.